# Найпрекрасніший часослов герцога Беррійського
«Найпрекрасніший часослов Герцога Беррійського», який називають також «Брюссельським часословом», — ілюмінований манускрипт, часослов, виконаний на замовлення Жана Беррійського. В теперішній час зберігається в Брюсселі у Королівській бібліотеці (інв. номер Ms. 11060-61).
Інвентар герцога Беррійського від 1402 року містить помітку про книгу під номером 1050: 
|  | …чудовий часослов, багато прикрашений і ілюстрований рукою Жакмара де Есдена. |

 Цей опис дослідники (Леопольд Деліль — вперше; пізніше Міллард Місс у своїй роботі «Французький живопис епохи Жана Беррійського» наводить докази цієї гіпотези) відносять до «Найпрекраснішого часослова» і дають дату завершення роботи над ним. Однак у деяких істориків мистецтва викликає сумніви твердження, що в інвентарі описана саме ця книга (у 1937 році гіпетезу Деліля відкинув Ф. Ліна; свої сумніви висловив також Р. Калкінс у 1970). Точно відомо, що Брюссельський часослов був замовлений герцогом Беррійським: в манускрипті містяться два його портрети, а на багатьох сторінках повторюється зображення його герба. Відомо, що манускрипт був переданий герцогу Бургундії, можливо Жану Безстрашному. В інвентарі Маргарити Баварської від 1424 року присутній запис про цей часослов. Надалі про його долю нічого не відомо аж до 1842 року, проте, швидше за все він залишався в бібліотеці герцогів.